# École de design de Rhode Island
L'École de design de Rhode Island (traduction non officielle de l'anglais Rhode Island School of Design ou RISD) est un des principaux instituts artistiques des États-Unis. Fondée en 1877 à Providence (Rhode Island) dans le quartier de College Hill, son campus est contigu avec celui de l'université Brown, avec laquelle elle partage une partie de ses ressources académiques, sociales et communautaires, dont le Rhode Island School of Design Museum.

## Personnalités liées à la RISD

### Élèves (ordre alphabétique)
- Nadia Ayari, peintre tuniso-américaine.
- Roz Chast (B.F.A. 1977) – Caricaturiste pour The New Yorker
- Brian Chesky - cofondateur d'Airbnb
- Martha Coolidge (B.F.A. 1968) – Réalisatrice
- Isabel de Obaldía (B.F.A. 1979) - Artiste multidisciplinaire, sculpteur sur verre
- Shepard Fairey (B.F.A. 1992) – Designer graphique, créateur de la campagne Obey Giant
- Joe Gebbia - cofondateur d'Airbnb
- Charlotte Perkins Gilman (BFA 1880) - essayiste, romancière, nouvelliste, poète, conférencière, diariste, journaliste, éditrice américaine
- Freda Guttman (B.F.A. 1956) – artiste multidisciplinaire
- Hilaire Hiler (1898-1966) — artiste multidisciplinaire
- Seth MacFarlane (B.F.A. 1995) – Créateur des séries télévisées d'animation Les Griffin et American Dad!
- José Clemente Orozco (MFA 1990) – Designer graphique et dessinateur; petit-fils du célèbre muraliste mexicain homonyme
- Robert Richardson (B.F.A. 1979) - Directeur de la photographie, deux fois récompensé par un Oscar
- Walt Simonson (B.F.A. 1972) – dessinateur et scénariste de bandes dessinées
- Charles Stone III (en) (B.F.A. 1988) – Réalisateur : Drumline (2002), créateur de la campagne commerciale “Whassup?” pour la marque de bière Budweiser
- Manjushree Thapa (1968) - femme de lettres népalaise.
- Gus Van Sant (B.F.A. 1975) – Réalisateur : My Own Private Idaho (1991), Will Hunting (1997), À la rencontre de Forrester (2000), Elephant (2003) Last Days (2006)
- Ionna Vautrin (2003) – Designer et illustratrice française née en 1979
- Jessica Walsh (B.F.A. 2008 Graphic design) - Associée à Sagmeister & Walsh studio - Art Directors Club "Young Gun"
- Tina Weymouth (B.F.A. 1974) – Membre fondateur des Talking Heads. David Byrne étudia également à la RISD mais n'obtint pas de diplôme.

### Professeurs
- Ootje Oxenaar – designer graphique, créateur des motifs de l'ancienne monnaie hollandaise, le florin néerlandais
- Friedrich St. Florian – architecte, designer du National World War II Memorial
- Chris Van Allsburg – illustrateur de contes infantiles, récompensé de la médaille Caldecott pour Boréal-express
- Clement Micarelli – peintre et illustrateur de Pulp.

## Sources, références
- (en) Cet article est partiellement ou en totalité issu de l’article de Wikipédia en anglais intitulé « Rhode Island School of Design » (voir la liste des auteurs).

- (es) Cet article est partiellement ou en totalité issu de l’article de Wikipédia en espagnol intitulé « Escuela de Diseño de Rhode Island » (voir la liste des auteurs).